# Гороховська Галина Романівна
Галина Романівна Гороховська (нар. 28 лютого 1959, Тернопіль) — українська громадська і політична діячка. Представниця Міністерства закордонних справ України в місті Ужгороді, депутатка Закарпатської обласної ради. Керівниця ВАТ "Мукачівська трикотажна фабрика «Мрія» Заслужена працівниця промисловості України.

## Життєпис
У 1981 році очолила комсомольську організацію, у 1986 — відділ кадрів Мукачівської трикотажної фабрики, а в серпні 1998–го — на загальних зборах 73 % голосів акціонерів обрана Головою Правління ВАТ "Мукачівська трикотажна фабрика «Мрія».

## Громадська діяльність
Обиралася депутаткою Мукачівської міської ради 4 скликання. Член Мукачівського виконавчого комітету, член Всеукраїнської громадської організації «Конгрес ділових жінок України», та депутатка Закарпатської обласної ради 5 скликання.[джерело?]

## Нагороди та відзнаки
- Орден княгині Ольги III ступеня (2009)[5].
- Заслужений працівник промисловості України
- Почесна грамота адміністрації Державної прикордонної служби України
- Подяка за успіхи в праці Міністерства Закордонних справ України, за поданням міністра Володимира Огризка